# Powrót z balu (obraz Józefa Chełmońskiego, 1873)
Powrót z balu (Sanna) – obraz olejny autorstwa Józefa Chełmońskiego, namalowany w 1873 roku.

## Historia
Dzieło zostało namalowane po powrocie Józefa Chełmońskiego z Ukrainy do Monachium. Obraz został tamże bardzo dobrze przyjęty, gdzie został wystawiony w Kunstverein. Dzieło kupiła Helena Modrzejewska w 1875 roku, prawdopodobnie bezpośrednio od autora (według innych źródeł malarz płótno ofiarował aktorce w prezencie). Obraz wisiał w jej domu zwanym Arden w sąsiedztwie Sielanki Józefa Chełmońskiego. Reprodukcja dzieła w postaci drzeworytu sztorcowego ukazała się w „Kłosach” w 1875 roku. Obraz odziedziczył syn aktorki, Rudolf Modrzejewski; od niego zakupił go mąż Marii Zaleskiej. Obraz pozostawał w rękach prywatnych w Stanach Zjednoczonych. Był prezentowany na wystawie polskiego malarstwa w Metropolitan Museum of Art w 1944 roku, a także na Uniwersytecie McGilla w Montrealu na wystawie polskiego malarstwa w 1966 roku. Został wystawiony na aukcji XIX-wiecznego malarstwa europejskiego w domu aukcyjnym Sotheby’s w 2019 roku, gdzie sprzedano go za przeszło 337 000 funtów szterlingów.
Podobne dzieło – replika z tą samą kompozycją pt. Powrót z balu (Sanna), została namalowana przez Chełmońskiego w 1879 roku w Paryżu w mniejszym formacie (80,5 na 160 cm), znajduje się w zbiorach Muzeum Śląskiego w Katowicach (nr inw. MŚK/SzM/363).

## Charakterystyka
Obraz został namalowany techniką olejną na płótnie o wymiarach 96,5 na 182 cm, sygnowany w lewym dolnym rogu: JÓZEF CHEŁMOŃSKI / 1873 w Monachium. Stanowi zapowiedź późniejszych „trójek” i „czwórek” (zob. obrazy: Trójka, Czwórka). Dzieło przedstawia rozpędzony zaprzęg konny ukazany w skrócie perspektywicznym, scena rozgrywa się wczesnym rankiem. Na saniach znajduje się młoda kobieta, natomiast woźnica pogania konie, a jego twarz jest zasłonięta na skutek rozwianego ubrania i włosów. Pasażerka zachowuje spokój i spogląda w dal nostalgicznie. Faktura malarska jest zróżnicowana, a iluzyjność dzieła podkreśla przemyślana kolorystyka.
Maciej Masłowski pisał, że Powrót z balu to: najbardziej fantastyczna ballada Chełmońskiego, rozsadzająca ramy obrazu i ściany każdej sali wystawowej. Jego zdaniem śnieg w ukazanej scenie służy wzmożeniu ekspresji, a czarne konie określone przez niego jako bestie apokaliptyczne przedstawione na jasnym tle nadają jej siły wyrazu. Zdaniem Marii Gołąb obraz jest jednoznacznie romantyczny, a dziki koński pęd można utożsamiać z przeżywanymi emocjami. Sam malarz był zdania, że był to jego najlepszy dotąd namalowany obraz.